# 塞巴斯蒂安·帕特里斯
塞巴斯蒂安·帕特里斯（法語：Sébastien Patrice，2000年4月7日—），法国男子击剑运动员，2023年欧洲运动会男子佩剑团体金牌得主、2024年夏季奥林匹克运动会男子佩剑团体铜牌得主。